# Francesco d'Angelo
Francesco d'Angelo (1446 - 1488), también conocido como Il Cecca, fue un escultor e ingeniero florentino. 
Fue conocido por las esculturas —a menudo mecánicas— que se sacaban en ocasión de procesiones religiosas, por sus maquinarias teatrales y por los dispositivos militares que desarrolló. Murió en batalla, en 1488, cuando acompañaba al ejército florentino. Se le enterró en la iglesia de San Piero Scheraggio.